# Hinderclay
Hinderclay is een civil parish in het bestuurlijke gebied Mid Suffolk, in het Engelse graafschap Suffolk met 326 inwoners.